# نواف الزهراني
نواف إبراهيم الزهراني مواليد 4 يوليو 2001 في السعودية، هو لاعب كرة قدم سعودي يلعب كمهاجم لعب سابقاً في نادي العين.